# Constructor
Constructor jest ekonomiczną strategią czasu rzeczywistego stworzoną przez brytyjską firmę System 3 w 1997 roku na platformę PC. Zadaniem gracza jest zarządzanie firmą zajmującą się robotami budowlanymi oraz bezpardonowa rywalizacja z lokalną konkurencją branżową. Cechą charakterystyczną programu jest luźne, humorystyczne podejście do tematu gier ekonomicznych oraz stosunkowo wysoki poziom trudności.

## Sequel
W 1999 roku pod nazwą Constructor: Street Wars (w Ameryce Północnej użyto tytułu Mob Rule) została wydana druga część gry, która jednak nie zdołała dorównać popularnością opisywanemu pierwowzorowi.